# International Association of Hydrological Sciences
Die International Association of Hydrological Sciences (IAHS) ist eine der Assoziationen der IUGG (Internationale Union für Geodäsie und Geophysik). Sie befasst sich mit Themen der Hydrologie und Hydrografie, wobei eine intensive Kooperation mit der Geologie stattfindet. Die Erforschung der Meere (Ozeanografie) wird hingegen in der IAPSO (Physical Sciences of the Oceans) koordiniert. 
Als Sektion der Geophysik wurde von der IUGG-Generalversammlung 1922 in Rom die Section d'Hydrologie Scientifique gegründet und 1930 (Stockholm) zur Association of Scientific Hydrology umbenannt. Bei der 15. IUGG General Assembly in Moskau wurde sie zu einer der sieben Assoziationen der Union.
Die IAHS fördert die Erforschung aller Phänomene der Hydrologie, unter anderem durch Fachtagungen und -Diskussionen, vergleichende Studien, internationale Forschungsprojekte sowie durch Unterstützung einschlägiger Publikationen.